# Uarbryichthys
Uarbrychthys es un género extinto de peces actinopterigios prehistóricos de la familia Uarbryichthyidae, del orden Macrosemiiformes. Este género marino fue descrito científicamente por Wade en 1941.

## Especies
Clasificación del género Uarbryichthys:
- † Uarbryichthys Wade, 1941
  - † Uarbryichthys latus (Wade, 1941)[2]
  - † Uarbryichthys incertus (Wade, 1953)[3]